# Willem Adriaan van Horne
Willem Adriaan van Horne, heer van Kessel (ca. 1567 - 1625) was een Zuid-Nederlands gouverneur.
Willem Adriaan was een zoon van Jan van Horne (1531-1606) en diens tweede vrouw Anna van Vlodrop en werd heer van Kessel in opvolging van zijn vader. Na 1613 werd hij benoemd als gouverneur van Heusden.

## Huwelijk en kinderen
Hij trouwde met Elisabeth van der Meeren (1580-1610), vrouwe van van Wuustwezel. Zij was de dochter van Philips van der Meer (1540-1583), heer van Seventhem en Wilhelmina van Beieren-Schagen (1545 - na 1583). Uit zijn huwelijk zijn de volgende kinderen geboren:
- Johan Belgicus van Horne graaf van Horne en baron van Kessel en Batenburg (Kessel, ca. 1606-)
- Wilhelmina gravin van Horne (Kessel, ca. 1607-)
- Isabella gravin van Horne (Kessel, ca. 1608-). Zij trouwde met Lodewijk van Nassau-Beverweerd heer van Beverweerd (1602-1665)
- Anna gravin van Horne (Kessel, ca. 1609-)
- Marie gravin van Horne (Kessel, ca. 1610-)

Willem Adriaan werd als heer van Kessel opgevolgd door zijn zoon Johan Belgicus van Horne.